# Earinis bimaculatus
Earinis bimaculatus là một loài bọ cánh cứng trong họ Cerambycidae.